# Synapsis tridens
Synapsis tridens là một loài bọ cánh cứng trong họ Bọ hung (Scarabaeidae).